# 10e étape du Tour d'Espagne 2024
Pour un article plus général, voir Tour d'Espagne 2024.
La 10e étape du Tour d'Espagne 2024 se déroule le mardi 27 août 2024 entre Ponteareas et Baiona en Galice, sur une distance de 160 km.

## Parcours
Après la première journée de repos, les coureurs reprennent la compétition à Ponteareas et parcourent les routes de Galice. Le tracé aborde dès le début de l'étape l'Alto de Fonfria, un col classé en 1re catégorie susceptible de provoquer une échappée. Après la descente de ce col, l'étape ne présente aucune difficulté notoire pendant une cinquantaine de kilomètres. La fin de l'étape est plus montagneuse et comporte trois cols classés successivement en 3e, 2e et 1re catégories. Ce dernier col à gravir est l'Alto de Mougás avec un sommet situé à 20 kilomètres de l'arrivée à Baiona, au bord de l'Océan Atlantique.

## Déroulement de la course
Juri Hollmann (Alpecin-Deceuninck), Quentin Pacher (Groupama-FDJ), le maillot vert Wout van Aert (Visma-Lease a Bike), Marc Soler (UAE Team Emirates) et William Junior Lecerf (T-Rex Quick-Step) composent l'échappée du jour. Les cinq hommes possèdent six minutes d'avance sur le peloton à 50 kilomètres de l'arrivée. À la suite du sprint intermédiaire placé au pied de l'Alto de  Mougás, la dernière difficulté de l'étape, van Aert et Pacher partent en tête et creusent un écart sur leur trois autres compagnons d'échappée. Wout van Aert s'impose facilement à Baiona devant Quentin Pacher. Le peloton du maillot rouge et des principaux favoris passe la ligne d'arrivée 5 min 31 s après van Aert qui signe un triplé sur ce Tour d’Espagne et conforte son maillot vert de leader du classement par points.

## Résultats

### Classement de l'étape
| \| Classement de l'étape \| Classement de l'étape \| Classement de l'étape \| Classement de l'étape \| Classement de l'étape \| \| Coureur \| Coureur \| Pays \| Équipe \| Temps \| \| --------------------- \| --------------------- \| --------------------- \| -------------------------- \| --------------------- \| \| 1er \| Wout van Aert \| Belgique \| Team Visma \\| Lease a Bike \| 3 h 50 min 47 s \| \| 2e \| Quentin Pacher \| France \| Groupama-FDJ \| + 3 s \| \| 3e \| Marc Soler \| Espagne \| UAE Team Emirates \| + 2 min 01 s \| \| 4e \| William Junior Lecerf \| Belgique \| Soudal Quick-Step \| + 2 min 01 s \| \| 5e \| Juri Hollmann \| Allemagne \| Alpecin-Deceuninck \| + 2 min 01 s \| \| 6e \| Txomin Juaristi \| Espagne \| Euskaltel-Euskadi \| + 5 min 13 s \| \| 7e \| Jhonatan Narváez \| Équateur \| Ineos Grenadiers \| + 5 min 31 s \| \| 8e \| Stefan Küng \| Suisse \| Groupama-FDJ \| + 5 min 31 s \| \| 9e \| George Bennett \| Nouvelle-Zélande \| Israel-Premier Tech \| + 5 min 31 s \| \| 10e \| Harold Tejada \| Colombie \| Astana Qazaqstan Team \| + 5 min 31 s \| |                       |                  |                            |                 |
| |                       |                  |                            |                 |
| Source : ProCyclingStats |                       |                  |                            |                 |
| Classement de l'étape |                       |                  |                            |                 |
| Coureur | Coureur               | Pays             | Équipe                     | Temps           |
| 1er | Wout van Aert         | Belgique         | Team Visma \| Lease a Bike | 3 h 50 min 47 s |
| 2e | Quentin Pacher        | France           | Groupama-FDJ               | + 3 s           |
| 3e | Marc Soler            | Espagne          | UAE Team Emirates          | + 2 min 01 s    |
| 4e | William Junior Lecerf | Belgique         | Soudal Quick-Step          | + 2 min 01 s    |
| 5e | Juri Hollmann         | Allemagne        | Alpecin-Deceuninck         | + 2 min 01 s    |
| 6e | Txomin Juaristi       | Espagne          | Euskaltel-Euskadi          | + 5 min 13 s    |
| 7e | Jhonatan Narváez      | Équateur         | Ineos Grenadiers           | + 5 min 31 s    |
| 8e | Stefan Küng           | Suisse           | Groupama-FDJ               | + 5 min 31 s    |
| 9e | George Bennett        | Nouvelle-Zélande | Israel-Premier Tech        | + 5 min 31 s    |
| 10e | Harold Tejada         | Colombie         | Astana Qazaqstan Team      | + 5 min 31 s    |

### Points attribués pour le classement par points
| Sprint intermédiaire A Barroca (km 128,5) | Sprint intermédiaire A Barroca (km 128,5) | Sprint intermédiaire A Barroca (km 128,5) | Sprint intermédiaire A Barroca (km 128,5) | Sprint intermédiaire A Barroca (km 128,5) |
| ----------------------------------------- | ----------------------------------------- | ----------------------------------------- | ----------------------------------------- | ----------------------------------------- |
|                                           | Coureur                                   | Pays                                      | Équipe                                    | Point(s)                                  |
| 1er                                       | Wout van Aert                             | Belgique                                  | Team Visma - Lease a Bike                 | 20                                        |
| 2e                                        | Quentin Pacher                            | France                                    | Groupama-FDJ                              | 17                                        |
| 3e                                        | William Junior Lecerf                     | Belgique                                  | Soudal Quick-Step                         | 15                                        |
| 4e                                        | Juri Hollmann                             | Allemagne                                 | Alpecin-Deceuninck                        | 13                                        |
| 5e                                        | Marc Soler                                | Espagne                                   | UAE Team Emirates                         | 10                                        |
| modifier                                  |                                           |                                           |                                           |                                           |

| Arrivée d'étape Baiona (km 160) | Arrivée d'étape Baiona (km 160) | Arrivée d'étape Baiona (km 160) | Arrivée d'étape Baiona (km 160) | Arrivée d'étape Baiona (km 160) |
| ------------------------------- | ------------------------------- | ------------------------------- | ------------------------------- | ------------------------------- |
|                                 | Coureur                         | Pays                            | Équipe                          | Point(s)                        |
| 1er                             | Wout van Aert                   | Belgique                        | Team Visma - Lease a Bike       | 20                              |
| 2e                              | Quentin Pacher                  | France                          | Groupama-FDJ                    | 17                              |
| 3e                              | Marc Soler                      | Espagne                         | UAE Team Emirates               | 15                              |
| 4e                              | William Junior Lecerf           | Belgique                        | Soudal Quick-Step               | 13                              |
| 5e                              | Juri Hollmann                   | Allemagne                       | Alpecin-Deceuninck              | 11                              |
| 6e                              | Txomin Juaristi                 | Espagne                         | Euskaltel-Euskadi               | 10                              |
| 7e                              | Jhonatan Narváez                | Équateur                        | Ineos Grenadiers                | 9                               |
| 8e                              | Stefan Küng                     | Suisse                          | Groupama-FDJ                    | 8                               |
| 9e                              | George Bennett                  | Nouvelle-Zélande                | Israel-Premier Tech             | 7                               |
| 10e                             | Harold Tejada                   | Colombie                        | Astana Qazaqstan Team           | 6                               |
| 11e                             | Simon Guglielmi                 | France                          | Arkéa-B&B Hotels                | 5                               |
| 12e                             | Roger Adrià                     | Espagne                         | Red Bull-Bora-Hansgrohe         | 4                               |
| 13e                             | Guillaume Martin                | France                          | Cofidis                         | 3                               |
| 14e                             | Felix Gall                      | Autriche                        | Decathlon-AG2R La Mondiale      | 2                               |
| 15e                             | José Félix Parra                | Espagne                         | Equipo Kern Pharma              | 1                               |
| modifier                        |                                 |                                 |                                 |                                 |

### Points attribués pour le classement du meilleur grimpeur
| Alto de Fonfría (km 27,4) 2e catégorie (15,4 km à 4,2%) | Alto de Fonfría (km 27,4) 2e catégorie (15,4 km à 4,2%) | Alto de Fonfría (km 27,4) 2e catégorie (15,4 km à 4,2%) | Alto de Fonfría (km 27,4) 2e catégorie (15,4 km à 4,2%) | Alto de Fonfría (km 27,4) 2e catégorie (15,4 km à 4,2%) |
| ------------------------------------------------------- | ------------------------------------------------------- | ------------------------------------------------------- | ------------------------------------------------------- | ------------------------------------------------------- |
|                                                         | Coureur                                                 | Pays                                                    | Équipe                                                  | Point(s)                                                |
| 1er                                                     | Wout van Aert                                           | Belgique                                                | Team Visma - Lease a Bike                               | 5                                                       |
| 2e                                                      | William Junior Lecerf                                   | Belgique                                                | Soudal Quick-Step                                       | 3                                                       |
| 3e                                                      | Marc Soler                                              | Espagne                                                 | UAE Team Emirates                                       | 1                                                       |
| modifier                                                |                                                         |                                                         |                                                         |                                                         |

| Alto de Vilachán (km 104,6) 2e catégorie (6,3 km à 5,5%) | Alto de Vilachán (km 104,6) 2e catégorie (6,3 km à 5,5%) | Alto de Vilachán (km 104,6) 2e catégorie (6,3 km à 5,5%) | Alto de Vilachán (km 104,6) 2e catégorie (6,3 km à 5,5%) | Alto de Vilachán (km 104,6) 2e catégorie (6,3 km à 5,5%) |
| -------------------------------------------------------- | -------------------------------------------------------- | -------------------------------------------------------- | -------------------------------------------------------- | -------------------------------------------------------- |
|                                                          | Coureur                                                  | Pays                                                     | Équipe                                                   | Point(s)                                                 |
| 1er                                                      | William Junior Lecerf                                    | Belgique                                                 | Soudal Quick-Step                                        | 5                                                        |
| 2e                                                       | Wout van Aert                                            | Belgique                                                 | Team Visma - Lease a Bike                                | 3                                                        |
| 3e                                                       | Juri Hollmann                                            | Allemagne                                                | Alpecin-Deceuninck                                       | 1                                                        |
| modifier                                                 |                                                          |                                                          |                                                          |                                                          |

| Alto de Mabia (km 119,8) 2e catégorie (6 km à 5,7%) | Alto de Mabia (km 119,8) 2e catégorie (6 km à 5,7%) | Alto de Mabia (km 119,8) 2e catégorie (6 km à 5,7%) | Alto de Mabia (km 119,8) 2e catégorie (6 km à 5,7%) | Alto de Mabia (km 119,8) 2e catégorie (6 km à 5,7%) |
| --------------------------------------------------- | --------------------------------------------------- | --------------------------------------------------- | --------------------------------------------------- | --------------------------------------------------- |
|                                                     | Coureur                                             | Pays                                                | Équipe                                              | Point(s)                                            |
| 1er                                                 | Wout van Aert                                       | Belgique                                            | Team Visma - Lease a Bike                           | 5                                                   |
| 2e                                                  | Marc Soler                                          | Espagne                                             | UAE Team Emirates                                   | 3                                                   |
| 3e                                                  | Juri Hollmann                                       | Allemagne                                           | Alpecin-Deceuninck                                  | 1                                                   |
| modifier                                            |                                                     |                                                     |                                                     |                                                     |

| Alto de Mougás (km 139,3) 1re catégorie (9,9 km à 6%) | Alto de Mougás (km 139,3) 1re catégorie (9,9 km à 6%) | Alto de Mougás (km 139,3) 1re catégorie (9,9 km à 6%) | Alto de Mougás (km 139,3) 1re catégorie (9,9 km à 6%) | Alto de Mougás (km 139,3) 1re catégorie (9,9 km à 6%) |
| ----------------------------------------------------- | ----------------------------------------------------- | ----------------------------------------------------- | ----------------------------------------------------- | ----------------------------------------------------- |
|                                                       | Coureur                                               | Pays                                                  | Équipe                                                | Point(s)                                              |
| 1er                                                   | Wout van Aert                                         | Belgique                                              | Team Visma - Lease a Bike                             | 10                                                    |
| 2e                                                    | Quentin Pacher                                        | France                                                | Groupama-FDJ                                          | 6                                                     |
| 3e                                                    | William Junior Lecerf                                 | Belgique                                              | Soudal Quick-Step                                     | 4                                                     |
| 4e                                                    | Marc Soler                                            | Espagne                                               | UAE Team Emirates                                     | 2                                                     |
| 5e                                                    | Juri Hollmann                                         | Allemagne                                             | Alpecin-Deceuninck                                    | 1                                                     |
| modifier                                              |                                                       |                                                       |                                                       |                                                       |

### Bonifications
|   | Coureur               | Pays     | Équipe                    | Secondes |
| - | --------------------- | -------- | ------------------------- | -------- |
| 1 | Wout van Aert         | Belgique | Team Visma - Lease a Bike | 6 s      |
| 2 | Quentin Pacher        | France   | Groupama-FDJ              | 4 s      |
| 3 | William Junior Lecerf | Belgique | Soudal Quick-Step         | 2 s      |

|   | Coureur        | Pays     | Équipe                    | Secondes |
| - | -------------- | -------- | ------------------------- | -------- |
| 1 | Wout van Aert  | Belgique | Team Visma - Lease a Bike | 10 s     |
| 2 | Quentin Pacher | France   | Groupama-FDJ              | 6 s      |
| 3 | Marc Soler     | Espagne  | UAE Team Emirates         | 4 s      |

### Prix de la combativité
- Wout van Aert  (Team Visma - Lease a Bike)

## Classements à l'issue de l'étape

### Classement général
| \| Classement général \| Classement général \| Classement général \| Classement général \| Classement général \| \| Coureur \| Coureur \| Pays \| Équipe \| Temps \| \| ------------------ \| ------------------ \| ------------------ \| -------------------------- \| ------------------ \| \| 1er \| Ben O'Connor \| Australie \| Decathlon-AG2R La Mondiale \| 40 h 05 min 54 s \| \| 2e \| Primož Roglič \| Slovénie \| Red Bull-Bora-Hansgrohe \| + 3 min 53 s \| \| 3e \| Richard Carapaz \| Équateur \| EF Education-EasyPost \| + 4 min 32 s \| \| 4e \| Enric Mas \| Espagne \| Movistar Team \| + 4 min 35 s \| \| 5e \| Mikel Landa \| Espagne \| Soudal Quick-Step \| + 5 min 17 s \| \| 6e \| Florian Lipowitz \| Allemagne \| Red Bull-Bora-Hansgrohe \| + 5 min 29 s \| \| 7e \| Adam Yates \| Royaume-Uni \| UAE Team Emirates \| + 5 min 30 s \| \| 8e \| Felix Gall \| Autriche \| Decathlon-AG2R La Mondiale \| + 5 min 30 s \| \| 9e \| Carlos Rodríguez \| Espagne \| Ineos Grenadiers \| + 6 min 00 s \| \| 10e \| David Gaudu \| France \| Groupama-FDJ \| + 6 min 32 s \| |                  |             |                            |                  |
| |                  |             |                            |                  |
| Source : ProCyclingStats |                  |             |                            |                  |
| Classement général |                  |             |                            |                  |
| Coureur | Coureur          | Pays        | Équipe                     | Temps            |
| 1er | Ben O'Connor     | Australie   | Decathlon-AG2R La Mondiale | 40 h 05 min 54 s |
| 2e | Primož Roglič    | Slovénie    | Red Bull-Bora-Hansgrohe    | + 3 min 53 s     |
| 3e | Richard Carapaz  | Équateur    | EF Education-EasyPost      | + 4 min 32 s     |
| 4e | Enric Mas        | Espagne     | Movistar Team              | + 4 min 35 s     |
| 5e | Mikel Landa      | Espagne     | Soudal Quick-Step          | + 5 min 17 s     |
| 6e | Florian Lipowitz | Allemagne   | Red Bull-Bora-Hansgrohe    | + 5 min 29 s     |
| 7e | Adam Yates       | Royaume-Uni | UAE Team Emirates          | + 5 min 30 s     |
| 8e | Felix Gall       | Autriche    | Decathlon-AG2R La Mondiale | + 5 min 30 s     |
| 9e | Carlos Rodríguez | Espagne     | Ineos Grenadiers           | + 6 min 00 s     |
| 10e | David Gaudu      | France      | Groupama-FDJ               | + 6 min 32 s     |

| Classement par points | Classement par points | Classement par points | Classement par points      | Classement par points |
| Coureur               | Coureur               | Pays                  | Équipe                     | Points                |
| --------------------- | --------------------- | --------------------- | -------------------------- | --------------------- |
| 1er                   | Wout van Aert         | Belgique              | Team Visma \| Lease a Bike | 243 pts               |
| 2e                    | Kaden Groves          | Australie             | Alpecin-Deceuninck         | 162 pts               |
| 3e                    | Pavel Bittner         | Tchéquie              | Team dsm-firmenich PostNL  | 81 pts                |
| 4e                    | Primož Roglič         | Slovénie              | Red Bull-Bora-Hansgrohe    | 66 pts                |
| 5e                    | Ben O'Connor          | Australie             | Decathlon-AG2R La Mondiale | 65 pts                |
| 6e                    | Stefan Küng           | Suisse                | Groupama-FDJ               | 59 pts                |
| 7e                    | Mathias Vacek         | Tchéquie              | Lidl-Trek                  | 57 pts                |
| 8e                    | Harold Tejada         | Colombie              | Astana Qazaqstan Team      | 52 pts                |
| 9e                    | Quentin Pacher        | France                | Groupama-FDJ               | 49 pts                |
| 10e                   | Corbin Strong         | Nouvelle-Zélande      | Israel-Premier Tech        | 49 pts                |

| Classement par points | Classement par points | Classement par points | Classement par points      | Classement par points |
| Coureur               | Coureur               | Pays                  | Équipe                     | Points                |
| --------------------- | --------------------- | --------------------- | -------------------------- | --------------------- |
| 1er                   | Wout van Aert         | Belgique              | Team Visma \| Lease a Bike | 243 pts               |
| 2e                    | Kaden Groves          | Australie             | Alpecin-Deceuninck         | 162 pts               |
| 3e                    | Pavel Bittner         | Tchéquie              | Team dsm-firmenich PostNL  | 81 pts                |
| 4e                    | Primož Roglič         | Slovénie              | Red Bull-Bora-Hansgrohe    | 66 pts                |
| 5e                    | Ben O'Connor          | Australie             | Decathlon-AG2R La Mondiale | 65 pts                |
| 6e                    | Stefan Küng           | Suisse                | Groupama-FDJ               | 59 pts                |
| 7e                    | Mathias Vacek         | Tchéquie              | Lidl-Trek                  | 57 pts                |
| 8e                    | Harold Tejada         | Colombie              | Astana Qazaqstan Team      | 52 pts                |
| 9e                    | Quentin Pacher        | France                | Groupama-FDJ               | 49 pts                |
| 10e                   | Corbin Strong         | Nouvelle-Zélande      | Israel-Premier Tech        | 49 pts                |

| Classement de la montagne | Classement de la montagne | Classement de la montagne | Classement de la montagne  | Classement de la montagne |
| Coureur                   | Coureur                   | Pays                      | Équipe                     | Points                    |
| ------------------------- | ------------------------- | ------------------------- | -------------------------- | ------------------------- |
| 1er                       | Adam Yates                | Royaume-Uni               | UAE Team Emirates          | 22 pts                    |
| 2e                        | Wout van Aert             | Belgique                  | Team Visma \| Lease a Bike | 22 pts                    |
| 3e                        | Primož Roglič             | Slovénie                  | Red Bull-Bora-Hansgrohe    | 18 pts                    |
| 4e                        | David Gaudu               | France                    | Groupama-FDJ               | 18 pts                    |
| 5e                        | Jay Vine                  | Australie                 | UAE Team Emirates          | 17 pts                    |
| 6e                        | Sylvain Moniquet          | Belgique                  | Lotto Dstny                | 16 pts                    |
| 7e                        | Marc Soler                | Espagne                   | UAE Team Emirates          | 12 pts                    |
| 8e                        | Filippo Zana              | Italie                    | Team Jayco AlUla           | 11 pts                    |
| 9e                        | Pelayo Sánchez            | Espagne                   | Movistar Team              | 10 pts                    |
| 10e                       | William Junior Lecerf     | Belgique                  | Soudal Quick-Step          | 10 pts                    |

| Classement de la montagne | Classement de la montagne | Classement de la montagne | Classement de la montagne  | Classement de la montagne |
| Coureur                   | Coureur                   | Pays                      | Équipe                     | Points                    |
| ------------------------- | ------------------------- | ------------------------- | -------------------------- | ------------------------- |
| 1er                       | Adam Yates                | Royaume-Uni               | UAE Team Emirates          | 22 pts                    |
| 2e                        | Wout van Aert             | Belgique                  | Team Visma \| Lease a Bike | 22 pts                    |
| 3e                        | Primož Roglič             | Slovénie                  | Red Bull-Bora-Hansgrohe    | 18 pts                    |
| 4e                        | David Gaudu               | France                    | Groupama-FDJ               | 18 pts                    |
| 5e                        | Jay Vine                  | Australie                 | UAE Team Emirates          | 17 pts                    |
| 6e                        | Sylvain Moniquet          | Belgique                  | Lotto Dstny                | 16 pts                    |
| 7e                        | Marc Soler                | Espagne                   | UAE Team Emirates          | 12 pts                    |
| 8e                        | Filippo Zana              | Italie                    | Team Jayco AlUla           | 11 pts                    |
| 9e                        | Pelayo Sánchez            | Espagne                   | Movistar Team              | 10 pts                    |
| 10e                       | William Junior Lecerf     | Belgique                  | Soudal Quick-Step          | 10 pts                    |

| Classement du meilleur jeune | Classement du meilleur jeune | Classement du meilleur jeune | Classement du meilleur jeune | Classement du meilleur jeune |
| Coureur                      | Coureur                      | Pays                         | Équipe                       | Temps                        |
| ---------------------------- | ---------------------------- | ---------------------------- | ---------------------------- | ---------------------------- |
| 1er                          | Florian Lipowitz             | Allemagne                    | Red Bull-Bora-Hansgrohe      | 40 h 11 min 23 s             |
| 2e                           | Carlos Rodríguez             | Espagne                      | Ineos Grenadiers             | + 31 s                       |
| 3e                           | Mattias Skjelmose            | Danemark                     | Lidl-Trek                    | + 1 min 49 s                 |
| 4e                           | Lennert Van Eetvelt          | Belgique                     | Lotto Dstny                  | + 3 min 26 s                 |
| 5e                           | Isaac Del Toro               | Mexique                      | UAE Team Emirates            | + 33 min 17 s                |
| 6e                           | Matthew Riccitello           | États-Unis                   | Israel-Premier Tech          | + 36 min 30 s                |
| 7e                           | Giovanni Aleotti             | Italie                       | Red Bull-Bora-Hansgrohe      | + 43 min 23 s                |
| 8e                           | Mauri Vansevenant            | Belgique                     | Soudal Quick-Step            | + 44 min 21 s                |
| 9e                           | Max Poole                    | Royaume-Uni                  | Team dsm-firmenich PostNL    | + 45 min 48 s                |
| 10e                          | William Junior Lecerf        | Belgique                     | Soudal Quick-Step            | + 51 min 28 s                |

| Classement du meilleur jeune | Classement du meilleur jeune | Classement du meilleur jeune | Classement du meilleur jeune | Classement du meilleur jeune |
| Coureur                      | Coureur                      | Pays                         | Équipe                       | Temps                        |
| ---------------------------- | ---------------------------- | ---------------------------- | ---------------------------- | ---------------------------- |
| 1er                          | Florian Lipowitz             | Allemagne                    | Red Bull-Bora-Hansgrohe      | 40 h 11 min 23 s             |
| 2e                           | Carlos Rodríguez             | Espagne                      | Ineos Grenadiers             | + 31 s                       |
| 3e                           | Mattias Skjelmose            | Danemark                     | Lidl-Trek                    | + 1 min 49 s                 |
| 4e                           | Lennert Van Eetvelt          | Belgique                     | Lotto Dstny                  | + 3 min 26 s                 |
| 5e                           | Isaac Del Toro               | Mexique                      | UAE Team Emirates            | + 33 min 17 s                |
| 6e                           | Matthew Riccitello           | États-Unis                   | Israel-Premier Tech          | + 36 min 30 s                |
| 7e                           | Giovanni Aleotti             | Italie                       | Red Bull-Bora-Hansgrohe      | + 43 min 23 s                |
| 8e                           | Mauri Vansevenant            | Belgique                     | Soudal Quick-Step            | + 44 min 21 s                |
| 9e                           | Max Poole                    | Royaume-Uni                  | Team dsm-firmenich PostNL    | + 45 min 48 s                |
| 10e                          | William Junior Lecerf        | Belgique                     | Soudal Quick-Step            | + 51 min 28 s                |

| Classement par équipes | Classement par équipes     | Classement par équipes | Classement par équipes |
| Équipe                 | Équipe                     | Pays                   | Temps                  |
| ---------------------- | -------------------------- | ---------------------- | ---------------------- |
| 1re                    | UAE Team Emirates          | Émirats arabes unis    | 120 h 28 min 40 s      |
| 2e                     | Decathlon-AG2R La Mondiale | France                 | + 8 min 44 s           |
| 3e                     | Red Bull-Bora-Hansgrohe    | Allemagne              | + 9 min 40 s           |
| 4e                     | Groupama-FDJ               | France                 | + 28 min 03 s          |
| 5e                     | Israel-Premier Tech        | Israël                 | + 46 min 19 s          |
| 6e                     | Team Visma \| Lease a Bike | Pays-Bas               | + 46 min 51 s          |
| 7e                     | Ineos Grenadiers           | Royaume-Uni            | + 49 min 38 s          |
| 8e                     | Movistar Team              | Espagne                | + 52 min 51 s          |
| 9e                     | Soudal Quick-Step          | Belgique               | + 58 min 37 s          |
| 10e                    | Lidl-Trek                  | États-Unis             | + 1 h 01 min 31 s      |

| Classement par équipes | Classement par équipes     | Classement par équipes | Classement par équipes |
| Équipe                 | Équipe                     | Pays                   | Temps                  |
| ---------------------- | -------------------------- | ---------------------- | ---------------------- |
| 1re                    | UAE Team Emirates          | Émirats arabes unis    | 120 h 28 min 40 s      |
| 2e                     | Decathlon-AG2R La Mondiale | France                 | + 8 min 44 s           |
| 3e                     | Red Bull-Bora-Hansgrohe    | Allemagne              | + 9 min 40 s           |
| 4e                     | Groupama-FDJ               | France                 | + 28 min 03 s          |
| 5e                     | Israel-Premier Tech        | Israël                 | + 46 min 19 s          |
| 6e                     | Team Visma \| Lease a Bike | Pays-Bas               | + 46 min 51 s          |
| 7e                     | Ineos Grenadiers           | Royaume-Uni            | + 49 min 38 s          |
| 8e                     | Movistar Team              | Espagne                | + 52 min 51 s          |
| 9e                     | Soudal Quick-Step          | Belgique               | + 58 min 37 s          |
| 10e                    | Lidl-Trek                  | États-Unis             | + 1 h 01 min 31 s      |

## Abandons
Quatre coureurs ont abandonné au cours de l'étape : 
- Laurens De Plus (Ineos Grenadiers) : non-partant
- Giulio Ciccone (Lidl-Trek) : abandon
- Kobe Goossens (Intermarché-Wanty) : non-partant
- Harold Martín López (Astana Qazaqstan Team) : non-partant